# Бакір Ізетбегович
Бакір Ізетбегович (босн. Bakir Izetbegović; нар. 28 червня 1956, Сараєво) — боснійський політик, член Президії Боснії і Герцеговини від боснійських мусульман з 10 листопада 2010 до 20 листопада 2018 року. Член Партії демократичної дії.

## Молодість і освіта
Початкову та середню освіту здобув у Сараєві, де він також закінчив факультет архітектури Сараєвського університету в 1981 році.

## Кар'єра
З 1982 по 1992 рік Ізетбегович працював консультантом в архітектурній консалтинговій фірмі. Увійшов у політику в 2000 році і після роботи в двох регіональних асамблеях був обраний до парламенту Боснії і Герцеговини в 2006 році. У травні 2009 року він зазнав поразки на партійних виборах, коли він кинув виклик чинному лідеру Партії демократичної дії.

## Особисте життя
Батько — Алія Ізетбегович (1925–2003) — боснійський політик, письменник і філософ, у 1990–1996 роках — президент Республіки Боснії і Герцеговини.